# Joel Kojo
Joel Kojo (en russe : Джоэл Коджо) né le 21 août 1998 à Accra, est un footballeur international kirghiz qui joue au poste d'attaquant au Neftchi Ferghana, en prêt d'Esteghlal FC.

## Carrière en club

### Alay
Kojo a terminé la saison 2018 en tant que meilleur buteur du club et du championnat avec 26 buts.

### Dordoi Bishkek
Le 11 janvier 2022, Dordoi Bishkek a officialisé la signature de Kojo pour un an.
Kojo a terminé la saison 2022 en tant que meilleur buteur du club, marquant 10 buts en championnat et un but en Super Coupe du Kirghizistan. Le 24 janvier 2023, Dordoi Bishkek a annoncé le départ de Kojo libre de tout contrat en novembre.

### Dinamo Samarqand
Le 27 février 2023, le Dinamo Samarqand a annoncé la signature de Kojo pour un  an.
Le 29 mars 2023, Kojo a marqué un triplé lors de sa victoire 3-0 contre Navbahor Namangan-2.

### Esteghlal FC (2025-)
Le 11 janvier 2025, Esteghlal FC a annoncé la signature de Kojo. Il marque son premier but le 3 février lors du match de Ligue des champions Élite de l'AFC 2024-25 contre le club irakien Al Shorta lors d'un match nul 1-1.

## Carrière internationale
Le 18 mai 2023, Kojo a été appelé pour la première fois en équipe nationale du Kirghizistan dans le cadre de la Coupe des Nations 2023. Le 16 juin 2023, Kojo a fait ses débuts avec l'équipe du Kirghizistan, remplaçant Atay Dzhumashev à la 58e minute lors d'une défaite 5-1 contre l'Iran.
Le 11 septembre 2023, Kojo a marqué ses premiers buts internationaux lors d'un match amical contre le Koweït.
Le 25 janvier 2024, Kojo a marqué le seul but du Kirghizistan lors de sa campagne de Coupe d'Asie de l'AFC 2023 lors d'un match nul 1-1 contre Oman.
Le 26 mars 2024, Kojo a marqué son premier triplé international lors du match de qualification pour la Coupe du monde de la FIFA 2026 contre Taipei chinois lors d'une victoire à domicile 5-1.

## Vie personnelle
Né au Ghana, Kojo est musulman ghanéen. Naturalisé par le Kirghizistan, il a rejoint l'équipe nationale kirghize après avoir joué toute sa carrière au Kirghizistan.

## Palmarès
Alay
- Coupe du Kirghizistan : vainqueur en 2020.
- Supercoupe du Kirghizistan : vainqueur en 2018.

Dordoi Bishkek
- Kyrgyz Premier League : champion en 2021.
- Supercoupe du Kirghizistan : vainqueur en 2021 et 2022.

Esteghlal FC
- Coupe d'Iran: vainqueur en 2025.

Individuel
- Meilleur buteur de Premier League kirghize : 2018[11].
- Footballeur de l'année KFU : 2024.